# 马丁·贝海姆
马丁·贝海姆（德語：Martin Behaim，也作Martinho da Boémia、Martin Bohemus、Martin Behaim von Schwarzbach或Martinus de Boemia；1459年10月6日—1507年7月29日），全名马丁·冯·贝海姆（Martin von Behaim），德国宇宙学家、天文学家、地理学家，服务于葡萄牙国王若昂二世的探险家，他设计制作了世界上现存最早地球仪。

## 生平

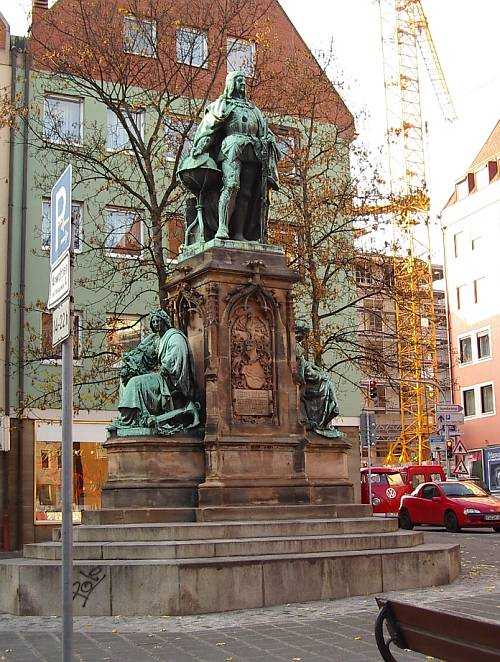
位于纽伦堡的马丁·贝海姆纪念碑

1459年，贝海姆出生在德国纽伦堡的一个富有的贵族家庭。他的父亲老马丁·贝海姆和母亲阿格尼丝·朔佩尔（Agnes Schopper）共育有7个子女，马丁是最年长的一个。其父老马丁·贝海姆是一个十分有权势的商人，商会事业远至威尼斯，甚至在1461年还当选为威尼斯共和国的议员。1474年，老马丁·贝海姆去世。1477年，他的叔叔莱昂纳德·贝海姆（Leonhard Behaim）将15岁的小马丁送往佛兰德的梅赫伦，在一个叫做约里乌斯·范多普（Jorius van Dorpp）的纺织商人那里学习纺织贸易。同年，他被派往法兰克福，负责向一位来自安特卫普的德国客户出售纺织品。在那里他和家族的老朋友巴特尔斯·范艾布（Bartels von Eyb）一起工作，趁此机会，他的母亲劝说他不要再返回弗兰德的纺织商人那里去。在一封1478年9月18日写给他叔叔的信中，马丁·贝海姆表示自己不愿再返回梅赫伦学习纺织贸易，而想更进一步提高自己的商业知识。最后他找到了纽伦堡的同乡、在安特卫普经商的德国商人弗里茨·黑贝莱因（Fritz Heberlein），黑贝莱茵同意收马丁·贝海姆为学徒，教其数学和其他一些商业知识。1480年，葡萄牙和佛兰德之间日益频繁的国际贸易将马丁·贝海姆带到了里斯本，他在那里接触到了葡萄牙先进的宇宙学、航海学和地理学知识，并逐渐在此方面崭露头角。据说，他还在那里结识了像克里斯托弗·哥伦布和斐迪南·麦哲伦这样的航海界精英和社会名流。很快，葡萄牙国王若昂二世召见了他，聘任他为宫廷顾问。
马丁·贝海姆还曾是德国天文学家约翰·缪勒（Johannes Müller，拉丁名Regiomontanus，1436年－1476年）的学生，他尤其着迷于宇宙学和地图学的研究。1483年，由于良好的天文学基础，马丁·贝海姆受若昂二世邀请，进入一个由犹太天文学家亚伯拉罕·扎库托为首的航海学委员会。在一次委员会的辩论会上，他向葡萄牙人第一次介绍了由犹太数学家、天文学家勒维·本·盖尔森设计的十字杆，这一利用几何学来计算距离的工具曾被北欧、希腊、古罗马、阿拉伯和中国的航海家普遍使用，用做在航海时测量距离。
马丁·贝海姆在1485-1486年间参加了由迪奥戈·康所率领的西非探险船队，这支船队后来一直航行到了刚果和安哥拉附近，并经亚速尔群岛返回。目前尚无法得知马丁·贝海姆随这支船队走了多远，一种说法是他到达刚果后就未再前进了，还有种说法是他只到达了贝宁湾，甚至还有一说到达那里的是天文学家何塞·维西尼奥（José Visinho）和探险家若昂·阿方索·德阿维罗，而并非马丁·贝海姆。马丁·贝海姆从西非航行归来后在里斯本又做了哪些事鲜见史书记载，只知道他返回里斯本后，被若昂二世授予骑士头衔，并陆续在若干个不同的职位上工作。
1486年，他在亚速尔群岛的法亚尔岛与堂娜·若安娜·德马塞多（Dona Joana de Macedo）结婚并定居下来，他的岳父是该岛的总督，佛兰德人何塞·范韦尔特。1487年7月8日，他的母亲阿格尼丝去世了。1490年，他回到了纽伦堡，处理家族商会的一些事宜。1491-1493年，他逗留在纽伦堡，并利用这段时间设计制作了让他留名于世的地球仪。1493年，他经过弗兰德、里斯本，回到了法亚尔岛并一直居住到1506年。1507年7月29日，正在里斯本进行一次商务旅行的马丁·贝海姆不幸病逝。

## 贝海姆的地球仪

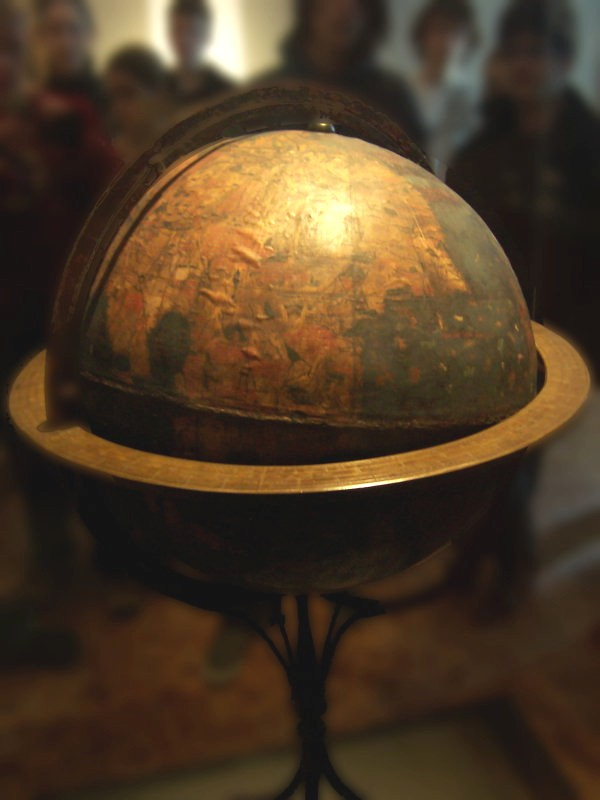
马丁·贝海姆制作的世界上现存最早的地球仪，现存于纽伦堡

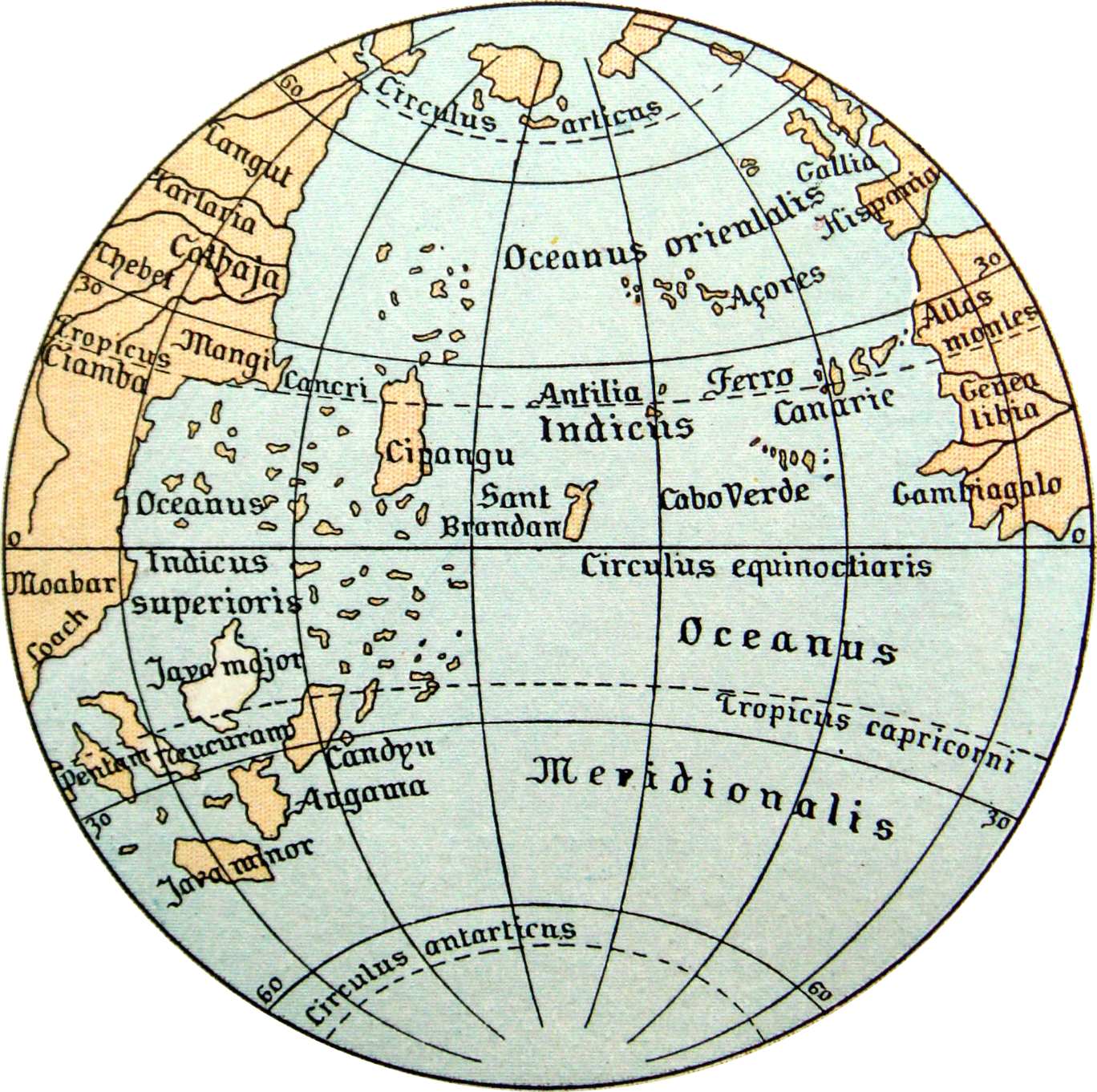
马丁·贝海姆想象中的大西洋

马丁·贝海姆在回到他的故乡纽伦堡后，于1491-1493年间，和画家格奥尔格·阿尔布雷希特·格洛肯通（Georg Albrecht Glockenthon）合作，制作了现存世界上最早的地球仪“Erdapfel”（德语字面意思为“地球苹果”，也是德语中马铃薯的别名）。这座地球仪基本按照教皇西斯都四世在1475年的设想所设计，并加上了子午线和赤道。
这座地球仪直至今日，一直保存在纽伦堡的日耳曼国家博物馆内，并和德国著名画家阿尔布雷希特·丢勒的艺术品（纽伦堡是德国文艺复兴的中心）陈列在同一层楼。
贝海姆地球仪上的世界地图，基本参照了托勒密的地图格局，并试图将中世纪后期的地理發现（如马可波罗在亚洲的所见所闻等）也纳入其中。当然，由于当时数学、地理知识还比较落后，贝海姆地球仪也不可避免的存在很多错误。如位于西非的佛得角群岛，比正确的位置竟相差了好几百英里；大西洋中则布满了大量神话传说中所虚构的基督教王国所在的岛屿；马可·波罗提到过的“西潘戈”（日本）岛，距离欧洲海岸仅有1500英里。传说中虚构的“幽灵岛”圣布兰达岛也被标注在了地图上，不过和其他地图不同的是面积较大，位于西半球的中心。在没有发明经度仪的当时，很多地方的误差达到了16度，而现在的地图很少有误差超过1度的。地球仪诞生在美洲被发现的前夕，地图上尚未绘出美洲，但西欧和亚洲相隔并不算太远，这和哥伦布当时的看法是一致的。虽然没有当时航海家们所使用的波多兰航海图精美和准确，但最重要的是，贝海姆地球仪是地图学发展中一个重要的转折点，他可能是有史以来第一个地球仪，并且倾斜旋转在正确角度，是一部反映1492年的欧洲解释和描绘世界的百科全书。

### 在线贝海姆地球仪
贝海姆地球仪现在已被一家奥地利研究机构从各个角度拍摄成高分辨率的照片，并以3D形式呈现在互联网上。任何人可以访问这里来欣赏它。
注意：您的电脑可能需要安装Xj3D（一款基于Java的X3D工具组件）和X3D浏览器才能正确浏览在线贝海姆地球仪，Xj3D和X3D浏览器可以在这里下载。